# Nuxis
Nuxis  es un municipio de Italia de 1.703 habitantes en la provincia de Cerdeña del Sur, región de Cerdeña.

## Lugares de interés
- Iglesia campestre de Sant' Elia di Tattinu.
- Iglesia de San Pietro.

## Evolución demográfica
| Gráfica de evolución demográfica de Nuxis entre 1861 y 2001 |
|                                                             |
| Fuente ISTAT - Elaboración gráfica de Wikipedia             |